# NGC 2859
NGC 2859 (другие обозначения — UGC 5001, MCG 6-21-30, ZWG 181.40, PGC 26649) — галактика в созвездии Малый Лев.
Этот объект входит в число перечисленных в оригинальной редакции «Нового общего каталога».
Была классифицирована Хабблом как образец галактики SBa.
Галактика NGC 2859 входит в состав группы галактик NGC 2859. Помимо NGC 2859 в группу также входят NGC 2778, NGC 2780, NGC 2793, NGC 2779, UGC 5015, UGC 5020, UGC 4777 и UGC 4834.